# Adrian Madaschi
Adrian Madaschi, né le 11 juillet 1982 à Perth (Australie), est un footballeur international australien. Il joue au poste de défenseur.

## Biographie

### Carrière en équipe nationale
Le 29 mai 2004, Adrian reçoit sa première sélection avec l'Australie au cours d'un match de la Coupe d'Océanie 2004 contre la Nouvelle-Zélande (1-0). Il entre en jeu à la place de Stephen Laybutt à la 72e minute de jeu. Le 2 juin 2004, il marque son seule doublé en équipe d'Australie lors du match de la Coupe d'Océanie 2004 face aux Fidji (6-1).
Il compte cinq sélections et deux buts avec l'équipe d'Australie entre 2004 et 2009.

## Palmarès
- Vainqueur de la Coupe d'Océanie en 2004 avec l'équipe d'Australie
- Vainqueur de la Lega Pro 2009-2010 avec l'équipe Calcio Portogruaro-Summaga

## Statistiques

### Statistiques en club
| Saison                | Club                  | Championnat           | Championnat | Championnat | Coupe(s) nationale(s) | Coupe(s) nationale(s) | Australie | Australie | Total | Total |
| Saison                | Club                  | Division              | M.          | B.          | M.                    | B.                    | M.        | B.        | M.    | B.    |
| 2001-2002             | Monza                 | Serie C1              | 8           | 0           | -                     | -                     | -         | -         | 8     | 0     |
| 2002-2003             | Pistoiese             | Serie C1              | 2           | 0           | -                     | -                     | -         | -         | 2     | 0     |
| 2003-2004             | Partick Thistle       | Premier League        | 24          | 2           | -                     | -                     | 4         | 2         | 28    | 4     |
| 2004-2005             | Partick Thistle       | First Division        | 27          | 2           | -                     | -                     | -         | -         | 27    | 2     |
| 2005-2006             | Dundee                | First Division        | 9           | 0           | -                     | -                     | -         | -         | 9     | 0     |
| 2005-2006             | Grosseto              | Serie C1              | 2           | 0           | -                     | -                     | -         | -         | 2     | 0     |
| 2006-2007             | Portogruaro           | Serie C2              | 27+2        | 1+0         | -                     | -                     | -         | -         | 29    | 1     |
| 2007-2008             | Portogruaro           | Serie C2              | 32+3        | 0+1         | -                     | -                     | -         | -         | 35    | 1     |
| 2008-2009             | Portogruaro           | Serie C1              | 29          | 1           | -                     | -                     | -         | -         | 29    | 1     |
| 2009-2010             | Portogruaro           | Serie C1              | 28          | 0           | -                     | -                     | 1         | 0         | 29    | 0     |
| 2010-2011             | Portogruaro           | Serie B               | 34          | 0           | 2                     | 0                     | -         | -         | 36    | 0     |
| 2011-2012             | Melbourne Heart       | A-League              | 9           | 0           | -                     | -                     | -         | -         | 9     | 0     |
| 2012                  | Jeju United           | K League              | 26          | 0           | 2                     | 0                     | -         | -         | 28    | 0     |
| 2013                  | Jeju United           | K League              | 6           | 0           | 1                     | 0                     | -         | -         | 7     | 0     |
| 2014-2015             | Newcastle Jets        | A-League              | 10          | 0           | -                     | -                     | -         | -         | 10    | 0     |
| Total sur la carrière | Total sur la carrière | Total sur la carrière | 278         | 7           | 5                     | 0                     | 5         | 2         | 288   | 9     |

### Buts en sélection
Le tableau suivant liste les résultats de tous les buts inscrits par Adrian Madaschi avec l'équipe d'Australie.